# Timonius timon
Timonius timon là một loài thực vật có hoa trong họ Thiến thảo. Loài này được (Spreng.) Merr. miêu tả khoa học đầu tiên năm 1937.